# Etzelsbachtalbrücke
Die  Etzelsbachtalbrücke  ist eine 523 m lange Brücke der BAB 38.
Das Bauwerk liegt nördlich von Wingerode zwischen den Autobahnanschlussstellen Heilbad Heiligenstadt und Leinefelde-Worbis im Landkreis Eichsfeld in Thüringen. Es überspannt mit zehn Brückenfeldern in einer Höhe von maximal 45 m das Tal des Etzelsbaches mit einem Wasserschutzgebiet sowie einen Wirtschaftsweg. Gebaut wurde die Überführung mit zwei getrennten Überbauten zwischen den Jahren 2000 und 2003 bei Kosten von ungefähr 15 Millionen Euro.

## Unterbauten
Die Stahlbetonpfeiler haben einen sechseckigen Vollquerschnitt, der sich nach oben mit einem Anzug von 1:30 verjüngt. Zur Aufnahme der Lager haben die Pfeilerköpfe einen aufgeweiteten Querschnitt. Die Pfeilerhöhen betragen zwischen 15 m und 40 m.

## Überbauten

Hohlkastenquerschnitt einer Spannbetonbrücke

Die beiden nebeneinander liegenden Überbauten der Spannbetonbrücke sind Durchlaufträger mit einem Hohlkastenquerschnitt und konstanter Konstruktionshöhe von 3,7 m. Die Vorspannung besteht aus einer Mischbauweise mit internen und externen Spanngliedern.
 Die Gesamtstützweite beträgt für die 10-feldrige Brücke 35,0 m + 45,0 m + 3 × 50,0 m + 4 × 62,0 m + 45,0 m = 523,0 m.

## Ausführung

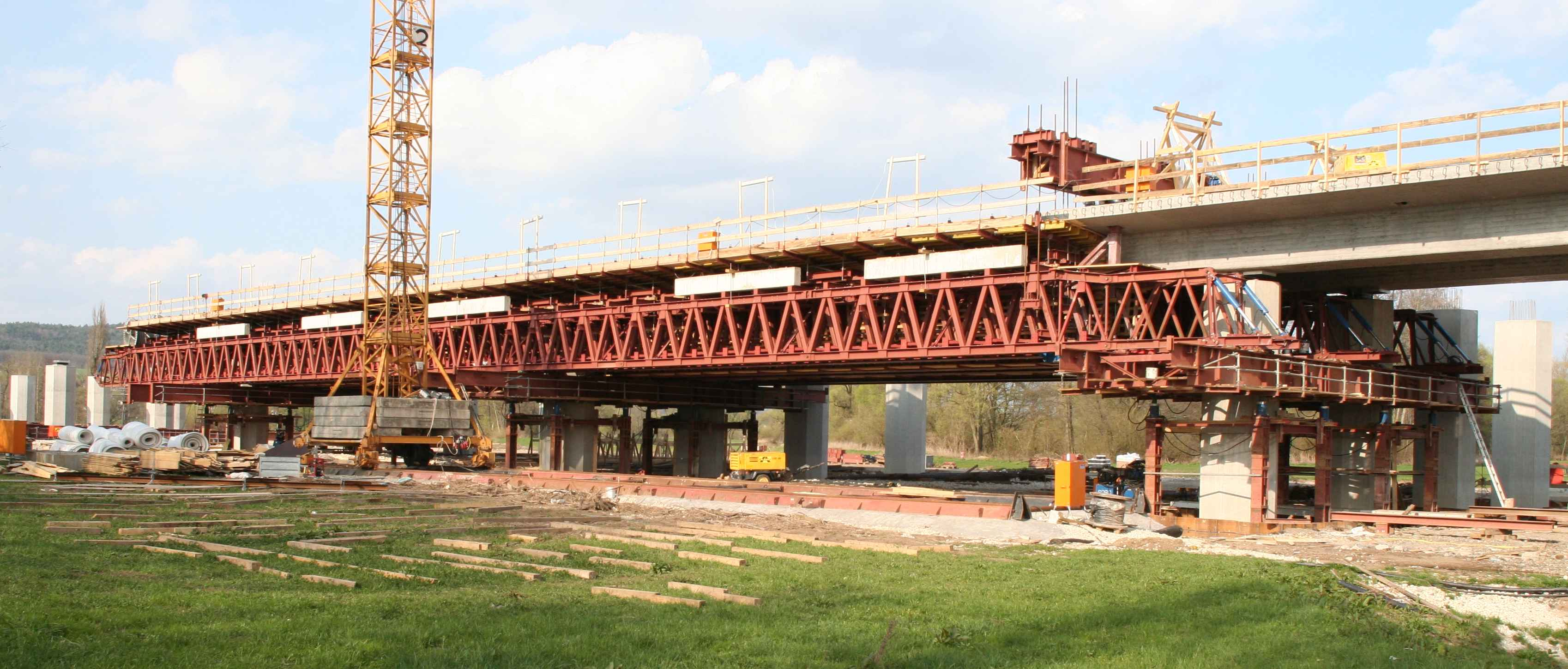
Ähnliche Vorschubrüstung einer anderen Brücke

Die Brücke wurde mit einer 770 Tonnen schweren und 128 m langen Vorschubrüstung hergestellt, welche sich auf beidseitige temporäre Auflagerkonsolen abstützte, die über Nischen im Pfeiler und horizontale Spannglieder verankert waren. Die Fachwerkträger des Vorschubgerüstes hatten eine Höhe von 4 m.